# Mexikói szabalpálma
A mexikói szabalpálma (Sabal mexicana) a pálmafélék (Areacea) családjának egy faja.

## Elterjedése
Észak-Amerikában őshonos. Jelenlegi elterjedése a texasi Alsó-Rio Grande Völgyétől az Egyesült Államok déli partjai mentén egészen Nicaraguáig terjed. Ez az egyik legelterjedtebb és legismertebb pálmafaj Mexikóban, ahol még a szárazabb síkságokat is meghódította. Néhányan úgy vélik, hogy e faj korábbi elterjedése sokkal nagyobb volt mind a texasi öböl partján észak felé, mind a szárazföld belseje irányában: lásd San Antonio és környéke. Ezt az elméletet támasztják alá a faj 17. és 19. századi megfigyelései, melyek egy kis, elkülönült populációról számolnak be 320 km-re északra az Alsó Rio Grande Völgyétől, illetve az a tény, hogy Közép-Texas egyes területein a belső szárazabb síkságokon az ültetett fák elvadulásuk után könnyedén meghonosodnak.

## Leírása
A mexikói szabalpálma a 12-18 méter magasságot, lombkoronája pedig a 3-4 métert is eléri. Törzse eléri a 12-15 méteres hosszúságot átmérője pedig a 30 cm-t. 10-25 levelet hajt. A 90–120 cm hosszú levélnyélen 1,5-1,8 m szélességben legyező alakban rendeződve helyezkedik el a levelenként 80-115 darab levélke. Egylaki növény. 1,2-1,8 m hosszú virágzatán kis fehér virágok foglalnak helyet. Virágzatának tengelye a leveleken nem nyúlik túl. Csonthéjas gyümölcse éretten fekete színű és átlagosan 12 mm átmérőjű.

## Felhasználása
A mexikói szabalpálma impozáns, méltóságteljes formája miatt díszpálmaként is kedvelt fafaj. Szárazságtűrő növény, amely az USDA klímazóna szerinti 8-as zónabesorolást kapta. Az idősebb fák a -12 °C-ot is képesek túlélni. Fája tartós és ellenáll a bomlásnak valamint a hajóféregnek, ezért stégek oszlopaihoz és karámok építéséhez egyaránt közkedvelt alapanyagnak számít. A leveleket tetőfedéshez és szalmakalapok készítéséhez is felhasználják. Csonthéjas gyümölcsét és a "pálma szívét", azaz központi csúcsrügyét egyaránt fogyasztják.

## Fordítás
Ez a szócikk részben vagy egészben a Sabal mexicana című angol Wikipédia-szócikk fordításán alapul.  Az eredeti cikk szerkesztőit annak laptörténete sorolja fel. Ez a jelzés csupán a megfogalmazás eredetét és a szerzői jogokat jelzi, nem szolgál a cikkben szereplő információk forrásmegjelöléseként.